# Bélgorod
Bélgorod - Белгород (rus) - és una ciutat de Rússia, situada a la vora del riu Séverski o Síverski Donets i a només 40 km al nord de la frontera amb Ucraïna. El nom Bélgorod (així com Belgrad en serbi) significa "ciutat blanca". Això es deu al fet que el terreny en què s'assenta és ric en pedra calcària. És la capital de l'óblast homònima.
Està a la vora del riu Séverski Donets a uns 40 km de la frontera amb Ucraïna. Disposa d'un aeroport internacional. Administrativament la formen dos districtes: Vostotxni (141.709 habitants) i Zàpadni (195.321 habitants). Té una universitat estatal.

## Història
El 1237 la regió fou assolada pels mongols. Tres fortaleses (Bélgorod, Stariy Oskol, Walyiki) es van construir al final del segle xvi formant la línia de defensa anomenada de Bélgorod, que cobria 800 km. La ciutat-fortalesa va ser el centre d'un territori amb 60 viles. Les forces militars depenien de la voivoda de Bélgorod. El 1727 es va crear l'óblast de Bélgorod amb territoris de les actuals óblasts de Bélgorod, Orel, Kursk i parts de Briansk, Tula, i a Ucraïna, Khàrkiv i l'àrea de Sumi, i va existir més de 50 anys sota un governador general. Sota Catalina II de Rússia, va integrar el govern general de Kursk. Després de l'annexió de Crimea (1783) la fortalesa de Bélgorod va esdevenir ciutat.
A la batalla de Kursk a la Segona Guerra Mundial fou teatre d'una gran batalla de tancs (21 de juliol de 1943). A la regió hi va néixer l'actor conegut en rus com a Mikhail Sxepkin (Михаи́л Семёнович Ще́пкин) i en ucraïnès com a Mykhailo Sxepkin (Миха́йло Семе́нович Ще́пкін, 1788, Krasne — 1863, Ialta) i més tard la doble campiona olímpica Svetlana Khorkina (19 de gener de 1979) que té una estàtua a la ciutat. Des del 6 de gener de 1954 fou capital de la nova óblast de Bélgorod, formada amb parts de les óblasts de Kursk i Vorónej.

## Antics escuts

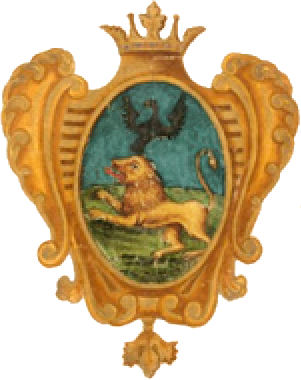
Escut 1730
Escut 1893
Escut 1970
Escut 1994

## Ciutats germanes
- Wakefield, Anglaterra
- Herne, Alemanya
- Opole, Polònia